# Troy Andrews (baloncestista)
Troy Kenneth Andrews (Broken Hill, 1 de diciembre de 1961) es un jugador de baloncesto en silla de ruedas y tirador australiano, que ha representado a Australia en cinco Juegos Paralímpicos de 1984 a 2000. Nació en la ciudad de Broken Hill, en Nueva Gales del Sur. En los Juegos Paralímpicos de Nueva York y Stoke Mandeville 1984, quedó cuarto en la prueba masculina de pistola de aire 2-6. Formó parte del equipo nacional masculino de baloncesto en silla de ruedas de Australia en los Juegos Paralímpicos de Seúl 1988, Barcelona 1992, Atlanta 1996 y Sídney 2000. Ganó una medalla de oro como parte del equipo australiano ganador en 1996, por lo que recibió la medalla de la Orden de Australia. En 2000, recibió la Medalla Deportiva Australiana.